# Stadio Hazza bin Zayed
Lo stadio Hazza bin Zayed (in arabo استاد هزاع بن زايد‎?) è un impianto sportivo dedicato al calcio che si trova nella città di al-'Ayn, negli Emirati Arabi Uniti. Ha una capienza di 22.717 spettatori.
La costruzione dell'impianto iniziò nell'aprile 2012 e meno di due anni dopo, nel gennaio 2014, lo stadio era pronto per essere inaugurato. Lo stadio è intitolato allo sceicco Hazza bin Zayed Al Nahyan, proprietario dell'Al-Ain, squadra di calcio emiratina che disputa qui le sue gare interne.
L'Al-Ain avrebbe dovuto inaugurare il suo nuovo stadio giocando un'amichevole contro gli inglesi del Manchester City, ma, a causa del pareggio degli inglesi in FA Cup, la squadra non poté raggiungere gli Emirati Arabi, dovendo giocare la ripetizione del match. La partita fu poi giocata dopo la fine della stagione di Premier League e vide la vittoria degli inglesi per 3-0.
Lo stadio ha ospitato la Coppa del mondo per club FIFA del 2017 e del 2018 e alcune partite della Coppa d'Asia 2019.

## Galleria fotografica

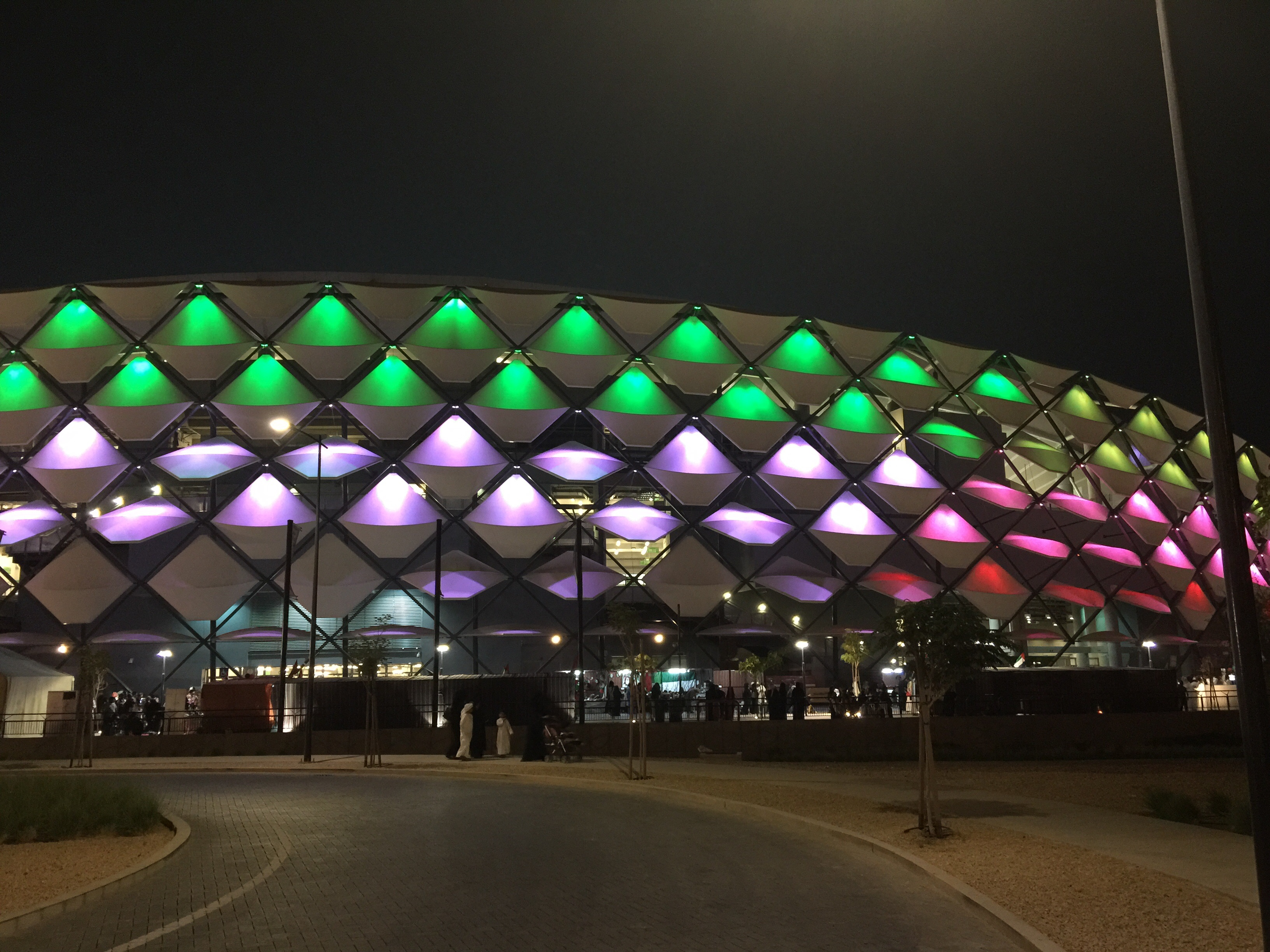
Veduta esterna dello stadio nel giorno dell'inaugurazione, il 2 dicembre 2014.

## Incontri della Coppa d'Asia 2019
- Emirati Arabi Uniti -  Thailandia 1-1 (girone A)
- Australia -  Giordania 0-1 (girone B)
- Kirghizistan -  Corea del Sud 0-1 (girone C)
- Vietnam -  Yemen 2-0 (girone D)
- Qatar -  Libano 2-0 (girone E)
- Thailandia -  Cina 1-2 (ottavi di finale)
- Emirati Arabi Uniti -  Australia - (quarti di finale)
- ? -  Giappone - (semifinale)